# Teranyina (pel·lícula de 2023)
Teranyina (hangul 거미집, Geomijip; difos en anglès com a Cobweb) és una pel·lícula de període de comèdia negra dramàtica de Corea del Sud del 2023 dirigida per Kim Ji-Woon protagonitzada per Song Kang-ho, Im Soo-jung, Oh Jung-se, Jeon Yeo-been, i Krystal Jung. Es va estrenar a la secció no competitiva del 76è Festival Internacional de Cinema de Canes. La pel·lícula es va estrenar el 2 de setembre, coincidint amb les festes coreanes de Chuseok. S'ha doblat i subtitulat al català.

## Argument
A principis dels anys 70 a Seül, un director de cinema Kim Ki-yeol està obsessionat amb el fet que el final de la seva pel·lícula ja editada Teranyina seria millor si es tornés a fer.
S'alternen dues sèries de seqüències: escenes en color que representen els fets que succeeixen mentre la tripulació està filmant sota limitacions de temps i censura, amb actors d'alguna manera reticents, als quals se'ls ha demanat que tornin d'urgència a l'estudi de cinema durant dos dies; i escenes en blanc i negre, que són el resultat d'aquestes escenes de rodatge d'estudi.

## Repartiment

### Principal
- Song Kang-ho com a Kim Ki-yeol[6]

Un director de cinema obsessionat amb el desig de convertir Cobweb en una obra mestra.
- Im Soo-jung com a Lee Min-ja[7]

Una actriu veterana que interpreta a la dona de Kang Ho-se a la pel·lícula Taranya.
- Oh Jung-se com a Kang Ho-se[8]

Popular actor playboy que és el protagonista masculí de Teranyina.
- Jeon Yeo-been com a Shin Mi-do[9]

Responsable de les finances de Shin Sung Film, que produeix la pel·lícula Teranyina.
- Krystal Jung com a Han Yu-rim[10]

Una nova actriu que està creixent ràpidament en popularitat a Teranyina.

### Secundaris
- Jang Young-nam com a president Baek[11][12]

Un productor de la pel·lícula Teranyina.
- Jung In-ki com a caçador[13]

Un company de molt temps de Kim Ki-yeol.
- Jang Nam-yeol com a Park Joo-sa[14]

Un estudiós de la literatura que visita el lloc de rodatge de la pel·lícula Teranyina.
- Park Jung-soo com a Mrs. Oh[15]

l'actriu habitual de Kim Ki-yeol que diu que apareixerà només per diners.
- Shin Sung-pil com a Sr. Baek[15]

El productor de la pel·lícula Teranyina
- Kim Min-jae com a Cap Kim[15]
- Kim Dong-young com a assistent de direcció que va treballar amb Kim Ki-yeol durant molt de temps[15]
- Kim Joong-hee com a Detectiu Gu[16]

### Aparicions especials
- Jung Woo-sung com a Director Shin / Shin Sang-ho[17][18]

Director de cinema que va morir en un accident inesperat.

## Producció
La fotografia principal va començar el 8 de març de 2022 i va concloure el 6 de juny de 2022..

## Estrena
Teranyina ha estat convidat a la secció fora de competició del 76è Festival Internacional de Cinema de Canes que es va estrenar a tot el món el 25 de maig de 2023. La pel·lícula va ser convidada a la secció de competició del 70è Festival de Cinema de Sydney. També es projectarà a la secció Noves Visions del LVI Festival Internacional de Cinema Fantàstic de Catalunya. La pel·lícula ha tingut una estrena limitada a Austràlia el 4 d'octubre a través de Umbrella Entertainment i Dendy Cinemas. Es va estrenar a França el 8 de novembre de 2023.

## Recepció

### Taquilla
Pel 14 d'octubre de 2023, la pel·lícula va recaptar 2.174.044 dòlars a la taquilla local i va acumular 306.700 entrades de 209 pantalles.>

### Resposta crítica
Al lloc web de l'agregador de ressenyes Rotten Tomatoes, el 76% de les 21 crítiques són positives, amb una valoració mitjana de 6,9/10.
Variety va anomenar la pel·lícula una "metafarsa de cinema frenètica i fràgil".

### Reconeixements
| Premi                                                        | Any  | Categoria                 | Receptor(s)                       | Resultat  | Ref.          |
| ------------------------------------------------------------ | ---- | ------------------------- | --------------------------------- | --------- | ------------- |
| Baeksang Arts Awards                                         | 2024 | Millor pel·lícula         | Teranyina                         | Nominat   | [ 27 ]        |
| Baeksang Arts Awards                                         | 2024 | Millor actriu secundària  | Krystal Jung                      | Nominat   | [ 27 ]        |
| Baeksang Arts Awards                                         | 2024 | Premi tècnic              | Jeong Yi-jin (direcció artística) | Nominat   | [ 27 ]        |
| Blue Dragon Film Awards                                      | 2023 | Millor pel·lícula         | Teranyina                         | Nominat   | [ 28 ] [ 29 ] |
| Blue Dragon Film Awards                                      | 2023 | Millor director           | Kim Jee-woon                      | Nominat   | [ 28 ] [ 29 ] |
| Blue Dragon Film Awards                                      | 2023 | Millor actor              | Song Kang-ho                      | Nominat   | [ 28 ] [ 29 ] |
| Blue Dragon Film Awards                                      | 2023 | Millor actor secundari    | Oh Jung-se                        | Nominat   | [ 28 ] [ 29 ] |
| Blue Dragon Film Awards                                      | 2023 | Millor actriu secundària  | Jeon Yeo-been                     | Guanyador | [ 28 ] [ 29 ] |
| Blue Dragon Film Awards                                      | 2023 | Millor actriu secundària  | Krystal Jung                      | Nominat   | [ 28 ] [ 29 ] |
| Blue Dragon Film Awards                                      | 2023 | Millor guió               | Shin Yeon-shick                   | Nominat   | [ 28 ] [ 29 ] |
| Blue Dragon Film Awards                                      | 2023 | Millor música             | Mowg                              | Nominat   | [ 28 ] [ 29 ] |
| Blue Dragon Film Awards                                      | 2023 | Millor fotografia         | Kim Ji-yong                       | Nominat   | [ 28 ] [ 29 ] |
| Blue Dragon Film Awards                                      | 2023 | Millor il·luminació       | Pak Jun-u                         | Nominat   | [ 28 ] [ 29 ] |
| Blue Dragon Film Awards                                      | 2023 | Millor muntatge           | Yang Jin-mo                       | Nominat   | [ 28 ] [ 29 ] |
| Blue Dragon Film Awards                                      | 2023 | Millor direcció artística | Jeong Yi-jin                      | Guanyador | [ 28 ] [ 29 ] |
| Chunsa Film Art Awards                                       | 2023 | Millor director           | Kim Jee-woon                      | Guanyador | [ 30 ] [ 31 ] |
| Chunsa Film Art Awards                                       | 2023 | Millor actor              | Song Kang-ho                      | Nominat   | [ 30 ] [ 31 ] |
| Chunsa Film Art Awards                                       | 2023 | Millor actriu secundària  | Jeon Yeo-been                     | Nominat   | [ 30 ] [ 31 ] |
| Chunsa Film Art Awards                                       | 2023 | Millor actriu secundària  | Krystal Jung                      | Guanyador | [ 30 ] [ 31 ] |
| Chunsa Film Art Awards                                       | 2023 | Millor guió               | Shin Yeon-shick                   | Nominat   | [ 30 ] [ 31 ] |
| Director's Cut Awards                                        | 2024 | Millor director           | Kim Jee-woon                      | Nominat   | [ 32 ]        |
| Director's Cut Awards                                        | 2024 | Millor actriu             | Jeon Yeo-been                     | Nominat   | [ 32 ]        |
| Director's Cut Awards                                        | 2024 | Millor actriu             | Krystal Jung                      | Nominat   | [ 32 ]        |
| Director's Cut Awards                                        | 2024 | Millor actor              | Song Kang-ho                      | Nominat   | [ 32 ]        |
| Director's Cut Awards                                        | 2024 | Millor guió               | Shin Yeon-shick                   | Nominat   | [ 32 ]        |
| Director's Cut Awards                                        | 2024 | Millor actriu novell      | Krystal Jung                      | Nominat   | [ 32 ]        |
| Grand Bell Awards                                            | 2023 | Millor pel·lícula         | Teranyina                         | Nominat   | [ 33 ] [ 34 ] |
| Grand Bell Awards                                            | 2023 | Millor director           | Kim Jee-woon                      | Nominat   | [ 33 ] [ 34 ] |
| Grand Bell Awards                                            | 2023 | Millor actor              | Song Kang-ho                      | Nominat   | [ 33 ] [ 34 ] |
| Grand Bell Awards                                            | 2023 | Millor actor secundari    | Oh Jung-se                        | Guanyador | [ 33 ] [ 34 ] |
| Grand Bell Awards                                            | 2023 | Millor actriu secundària  | Jeon Yeo-been                     | Nominat   | [ 33 ] [ 34 ] |
| Grand Bell Awards                                            | 2023 | Millor actriu secundària  | Krystal Jung                      | Nominat   | [ 33 ] [ 34 ] |
| Grand Bell Awards                                            | 2023 | Millor guió               | Shin Yeon-shick                   | Nominat   | [ 33 ] [ 34 ] |
| Grand Bell Awards                                            | 2023 | Millor música             | Mowg                              | Nominat   | [ 33 ] [ 34 ] |
| Grand Bell Awards                                            | 2023 | Millor so                 | Choi Tae-won                      | Nominat   | [ 33 ] [ 34 ] |
| Grand Bell Awards                                            | 2023 | Millor fotografia         | Kim Ji-yong                       | Nominat   | [ 33 ] [ 34 ] |
| Grand Bell Awards                                            | 2023 | Millor muntatge           | Yang Jin-mo                       | Nominat   | [ 33 ] [ 34 ] |
| Grand Bell Awards                                            | 2023 | Millor direcció artística | Jeong Yi-jin                      | Nominat   | [ 33 ] [ 34 ] |
| Grand Bell Awards                                            | 2023 | Millor vestuari           | Choi Eui-young                    | Nominat   | [ 33 ] [ 34 ] |
| 10ns Premis de l'Associació de Productors de Cinema de Corea | 2023 | Millor director           | Kim Jee-woon                      | Guanyador | [ 35 ]        |
| 10ns Premis de l'Associació de Productors de Cinema de Corea | 2023 | Millor direcció artística | Jeong Yi-jin                      | Guanyador | [ 35 ]        |
| 10ns Premis de l'Associació de Productors de Cinema de Corea | 2023 | Millor fotografia         | Kim Ji-yong                       | Guanyador | [ 35 ]        |
| 10ns Premis de l'Associació de Productors de Cinema de Corea | 2023 | Millor música             | Mowg                              | Guanyador | [ 35 ]        |
| Festival de Cinema de Sydney                                 | 2023 | Millor pel·lícula         | Teranyina                         | Nominat   | [ 36 ]        |
| Buil Film Awards                                             | 2024 | Millor pel·lícula         | Teranyina                         | Nominat   | [ 37 ]        |
| Buil Film Awards                                             | 2024 | Millor director           | Kim Jee-woon                      | Nominat   | [ 37 ]        |
| Buil Film Awards                                             | 2024 | Millor actor              | Song Kang-ho                      | Nominat   | [ 37 ]        |
| Buil Film Awards                                             | 2024 | Millor actor secundari    | Oh Jung-se                        | Nominat   | [ 37 ]        |
| Buil Film Awards                                             | 2024 | Millor actriu secundària  | Jeon Yeo-been                     | Nominat   | [ 37 ]        |
| Buil Film Awards                                             | 2024 | Millor actriu novell      | Jung Soo-jung                     | Guanyador | [ 38 ]        |
| Buil Film Awards                                             | 2024 | Millor fotografia         | Kim Ji-yong                       | Nominat   | [ 39 ]        |
| Buil Film Awards                                             | 2024 | Premi artístic-tècnic     | Jeong Yi-jin                      | Nominat   | [ 39 ]        |
| Buil Film Awards                                             | 2024 | Millor música             | Mowg                              | Guanyador | [ 40 ]        |